# Петре Молдовяну
Петре Молдовяну (рум. Petre Moldoveanu, 24 червня 1925, Арджеш — 2005, Бухарест) — румунський футболіст, що грав на позиції нападника. По завершенні ігрової кар'єри — тренер.
Виступав, зокрема, за клуб «Стяуа», а також національну збірну Румунії.
Триразовий чемпіон Румунії. Чотириразовий володар Кубка Румунії.

## Клубна кар'єра
У дорослому футболі дебютував 1942 року виступами за команду «Спортул», в якій провів чотири сезони. 
Протягом 1946—1947 років захищав кольори клубу «ЧФР Каракал».
Своєю грою за останню команду привернув увагу представників тренерського штабу клубу «Стяуа», до складу якого приєднався 1948 року. Відіграв за бухарестську команду наступні сім сезонів своєї ігрової кар'єри. За цей час тричі виборював титул чемпіона Румунії, ставав володарем Кубка Румунії (чотири рази).
Завершив ігрову кар'єру у команді «Прогресул», за яку виступав протягом 1955—1958 років.

## Виступи за збірну
У 1949 році дебютував в офіційних матчах у складі національної збірної Румунії.
Загалом протягом кар'єри в національній команді, яка тривала 4 роки, провів у її формі 5 матчів.

## Кар'єра тренера
Розпочав тренерську кар'єру, повернувшись до футболу після невеликої перерви, 1966 року, очоливши тренерський штаб клубу «Прогресул».
У 1975 році став головним тренером збірної Гвінеї, тренував збірну Гвінеї один рік.
Згодом протягом 1977–1979 років очолював тренерський штаб клубу «Університатя» (Клуж-Напока).
Протягом тренерської кар'єри також очолював команду «Сучава».
Останнім місцем тренерської роботи був клуб «Прогресул», головним тренером команди якого Петре Молдовяну був з 1979 по 1981 рік.
Помер у 2005 році в місті Бухарест.

## Титули і досягнення

### Як гравця
- Чемпіон Румунії (3):

«Стяуа»: 1951, 1952, 1953
- Володар Кубка Румунії (4):

«Стяуа»: 1948-1949, 1950, 1951, 1952

### Як тренера
- Чемпіон Гвінеї (3):

«Гафія»: 1975, 1976, 1977